# Alpha Noir/Omega White
Alpha Noir/Omega White è il nono album in studio del gruppo musicale gothic metal portoghese Moonspell, pubblicato nel 2012 dalla Napalm Records.

## Il disco
In realtà, il disco da considerare sarebbe solo il primo (Alpha Noir) perché, Omega White è stato aggiunto come disco bonus. Il motivo è stato spiegato dicendo che, trattasi delle due facce della band: quella aggressiva e quella melodica, rappresentata dal secondo.

## Tracce

### Alpha Noir
1. Axis Mundi – 4:56
2. Lickanthrope – 3:49
3. Versus – 4:39
4. Alpha Noir – 4:30
5. Em Nome do Medo – 4:27
6. Opera Carne – 3:52
7. Love Is Blasphemy – 4:31
8. Grandstand – 4:53
9. Sine Missione (instrumental) – 4:57

### Omega White
1. Whiteomega – 4:21
2. White Skies – 3:34
3. Fireseason – 4:29
4. New Tears Eve – 4:45
5. Herodisiac – 4:46
6. Incantatrix – 4:40
7. Sacrificial – 4:11
8. A Greater Darkness – 7:24

## Formazione

### Gruppo
- Fernando Ribeiro – voce
- Mike Gaspar (Miguel Gaspar) – batteria
- Pedro Paixão – tastiere, chitarra
- Ricardo Amorim – chitarra
- Aires Pereira – basso

### Altri musicisti
- Carmen Susana Simões – voce addizionale
- Valter Freitas – violoncello
- Silvia Guerreiro – voce addizionale